# Макуріна Валентина Іванівна
Макуріна Валентина Іванівна (6 травня 1941, Станіслав (нині Івано-Франківськ) — радянська та українська вчена-хімік, доктор хімічних наук (1987), професор (1988).

## Біографія
Макуріна Валентина Іванівна у 1958 р. спершу вступила до Одеського університету, потім навчалась у 1962—1963 рр. у Львівському університеті, а у 1965 р. закінчила Харківський університет.
З 1966 р. працювала асистентомна кафедрі фізичної та колоїдної хімії Української фармацевтичної академії, старшим викладачем (1976—1982), доцентом (1982—1988), професором (з 1988). З 1993 по 1996 р. — професор кафедри органічної хімії.
В 1974 р. захистила кандидатську дисертацію на тему «Синтез и свойства замещенных амидов аренсуль-фогидразидов щавелевой кислоты», а в 1987 р. — докторську дисертацію на тему «Реакційна властивість і вивчення закономірностей зв'язку „структура — активність“ сульфоподібних амідів та гідразидів дикарбонових кислот».
З 1997 р. — послушниця, з 2005 р. — монахиня жіночого Свято-Пантелеймонівського монастиря у Феофанії (м. Київ).

## Наукові дослідження
Основний напрям досліджень — аналіз лікарських препаратів та розробка біологічно активних речовин.

## Основні наукові праці
- Кинетика реакции ацилирования натриевых солей сульфамидов эфирами оксаминовых кислот // Реакцион. способность орган. соединений. 1975. Т. 11, вып. 4;
- Сравнительное изучение гипогликемической активности замещенных амидов и гидразидов аренсульфонилоксаминовых кислот // ХФЖ. 1978. Т. 12, № 12;
- Дослідження зв'язку структура–гіпоглікемічна активність в ряду похідних аренсульфогідразидів янтарної кислоти за допомогою комплексу програми «Ознака» // ФармЖ. 1986. № 2;
- Синтез, властивості та біологічна активність метилових ефірів діалкіламіноакліламідів аренсульфонілоксаминових кислот // В Фарм. 1996. № 1–2 (усі — співавт.).